# ファラオズ・アイランド

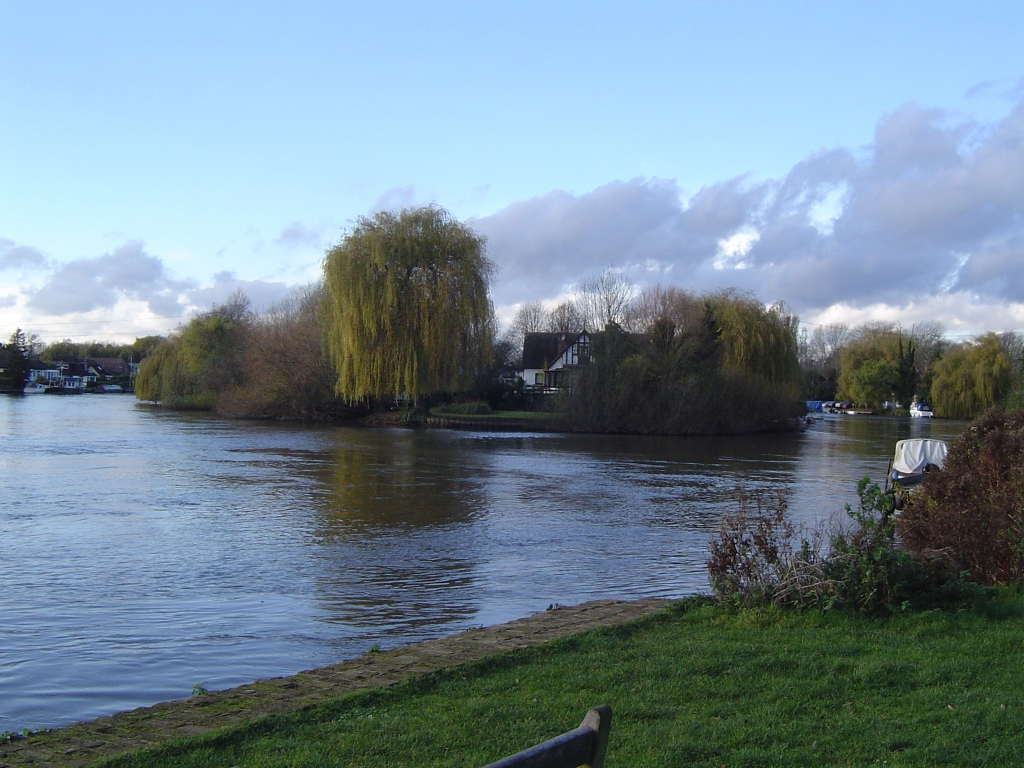
テムズコートから見たファラオズ・アイランド

ファラオズ・アイランド (英語: Pharaoh's Island) はイングランドのサリー州、テムズ川にある島である。シェパートン・ロックの上流にある。島名にちなみ、エジプト風の名前がついた住宅が多数ある。

## 地理
サリー州シェパートンの近くにある、全長280メートルほどの島である。シェパートン・ロックの上流にある。細長く、「カヌーの形」の島だと言われている。ボートでのみアクセスできる。

## 歴史

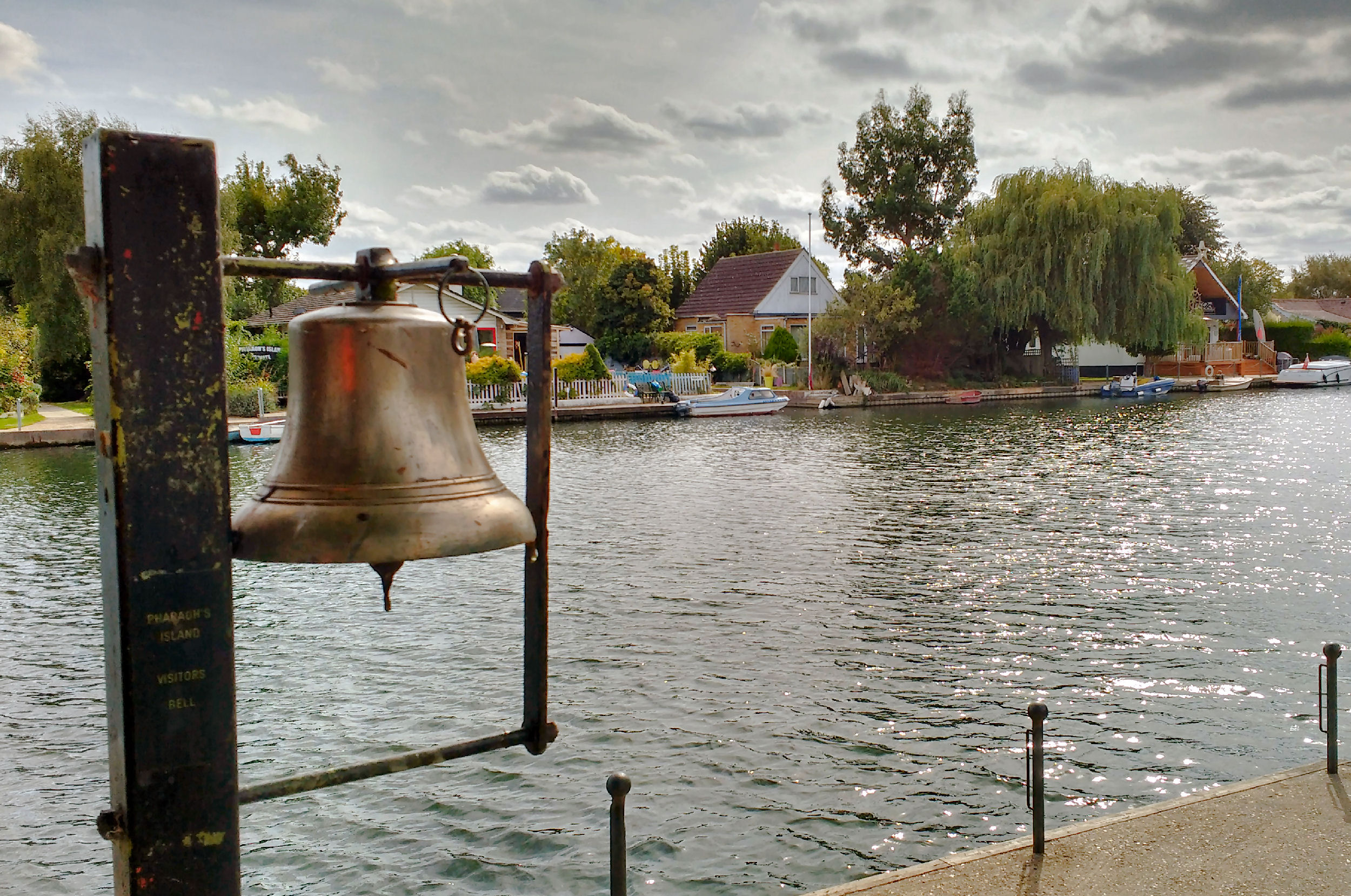
ファラオズ・アイランドの岸

### ホレーショ・ネルソン
イギリス財務省が購入し、1798年のナイルの海戦の後にホレーショ・ネルソン提督に贈与したと言われている。ネルソンはこの島を釣り用の別荘として使っていた。19世紀頃まではこの島は「ドッグ・エイト」(Dog Ait「犬の島」、"ait" は「川中島」という意味)と呼ばれていた。

### 宅地開発
保守党の庶民院議員で高等法院判事であったサー・シリル・アトキンソンが1903年にこの島に最初の大きな邸宅を建設した。この頃から島の名前も「ドッグ・エイト」ではなく「ファラオズ・アイランド」と呼ばれるようになったという。島の改名はネルソンがエジプトで戦争に勝利したことにちなむものだったと言われている。アトキンソンはエジプト学に関心があったため、新しく建てた自宅を「スフィンクス」と名付けた。
2019年頃までには、スフィンクスの他に個別にボート係留設備を有する22棟の家がこの地域に建てられた。ほとんどの家には「ピラミッド」「オサイリス」「ルクソール」など、エジプト風の名前がつけられている。

### 2011年1月の事故
2011年1月、島の人々を乗せた小型のディンギーが転覆して2名が死亡した。死者は地理教育の専門家でケンブリッジ大学の教員をつとめた後に退職していたレックス・ウォルフォード（OBE）と音楽プロデューサーのキース・ロードであった。

## メディアへの登場

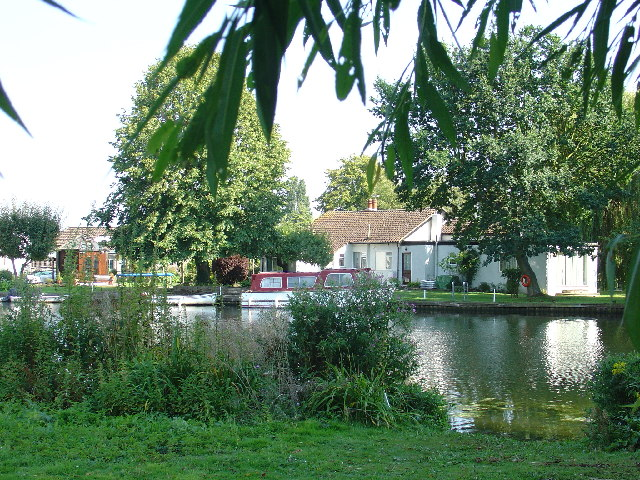
ファラオズ・アイランドの風景

映画監督であるジョン・ブアマンの家族はこの島に住んでおり、このためファラオズ・アイランドは監督の半自伝的な作品である『戦場の小さな天使たち』(1987) と『クィーン アンド カントリー』(2014) の舞台となっている。

## 著名な出身者・居住者
俳優であったイアン・ヘンドリーとジャネット・マンローの夫妻がこの島に住んでいたことがある。